# Mike Felumlee
Mike Felumlee es un  baterista de Chicago, Estados Unidos. Es conocido por ser uno de los baterías de Alkaline Trio.

## Biografía
Felumlee fue el baterista original de la banda de punk rock y punk pop The Smoking Popes. La banda dejó por el momento la música en 1999, año en que Felumlee entró en Alkaline Trio para grabar el álbum homónimo Alkaline Trio y el exitoso From Here to Infirmary.
Poco después del lanzamiento de From Here to Infirmary, Felumlee tiene una discusión con el líder de Alkaline Trio, Matt Skiba abandonanado definitivamente la banda de este último. Vuelve a Smoking Popes. Fundaría también una banda llamada Duvall, pero al poco tiempo, abandonó esta banda siendo reemplazado por Rob Kellenberger, exmiembro de las bandas Slapstick y Tuesday, curiosamente las bandas donde tocó el excompañero de Felumlee en Alkaline Trio, Dan Andriano. Precisamente con Andriano grabó un split en 2001 llamado "64 hours".
La hiperactividad de Felumlee continuó, fundando una discografía independiente, Double Zero Records, originalmente creada para producir y distribuir sus discos con Smoking Popes.
Actualmente forma parte del grupo Squirtgun.
- Datos: Q6846784